# Darya Pur Kalan
Darya Pur Kalan es una ciudad censal situada en el distrito de Delhi noroeste,  en el territorio de la capital nacional,  Delhi (India). Su población es de 6310 habitantes (2011). 

## Demografía
Según el censo de 2011 la población de Darya Pur Kalan era de 6310 habitantes, de los cuales 3342 eran hombres y 2968 eran mujeres. Darya Pur Kalan tiene una tasa media de alfabetización del 83,57%, inferior a la media estatal del 86,21%: la alfabetización masculina es del 91,68%, y la alfabetización femenina del 74,66%.